# Río Semliki
El río Semliki es un importante curso fluvial de África Central. Sus aguas fluyen en dirección norte desde el lago Eduardo en la República Democrática del Congo, a través de la frontera con Uganda hasta desembocar en el lago Alberto (las coordenadas aproximadas de la desembocadura son 1°13′21″N 30°30′14″E / 1.2225, 30.5038889). Tiene una longitud de 230 km.
Muchos animales salvajes viven en las inmediaciones del río, incluyendo elefantes, cocodrilos y antílopes.